# بربط
البربط (بالفارسية: بربت) هو هو عود ذو أصل فارسي كبير منتشر في جميع أنحاء آسيا الوسطى وخاصة منذ الإمبراطورية الساسانية. ويتميز البربط بأنه منحوت من قطعة واحدة من الخشب، بما في ذلك الرقبة ولوحة الصوت الخشبية.  من المحتمل أنها كانت آلة ذات سطح جلدي لمدة من الزمن، وهي تعود إلى العود ذات السطح الخشبي والقنبوص اليمني ذو السطح الجلدي.
اخترع صانعو الآلات الموسيقية الإيرانيين المعاصرين أداة جديدة مستوحاة من البربط مع اختفاء البربط الأصيل. الآلة الحديثة المعاد صنعها تشبه العود، مع وجود اختلافات منها صغر البدن، وطول العنق، ولوحة أصابع مرتفعة قليلاً، وصوتٍ مختلفٍ عن صوت العود. 

## التأثيل
البربط أصله فارسي من بر أي صدر وكلمة بط العربية فيعني صدر البطة.